# Dead Rising 2
Dead Rising 2 (デッドライジング 2, Deddo Raijingu 2) est un jeu vidéo de type beat them all basé sur l'univers des morts vivants, développé par Blue Castle Games en collaboration avec Capcom et édité par Capcom. Le jeu reprend le même principe que Dead Rising, premier du nom. Le jeu est dirigé par Robyn Wallace associé avec Yoshinori Kawano, produit par Keiji Inafune, Robert Barrett et Daniel Brady.
À l'origine prévu pour début 2010, le jeu est finalement sorti le 24 septembre 2010 en Europe et le 28 septembre 2010 en Amérique du Nord sur PS3 et Xbox 360.

## Trame et cadre

### Histoire
Le jeu se déroule cinq ans après les événements du premier Dead Rising. Le parasite qui est né à Santa Cabeza et qui a provoqué la destruction de la ville de Willamette s'est étendu dans l'intégralité des États-Unis, dû aux 50 orphelins dispersés dans le pays en qui le virus avait été injecté.
Le jeu se déroule dans la ville fictive de Fortune City, qui a été construite afin de remplacer Las Vegas après sa destruction. Le protagoniste du jeu, Chuck Greene, est un ancien champion national de moto-cross qui, comme une poignée d'autres survivants, essaie de survivre à l'épidémie.
Comme Frank West (protagoniste du premier Dead Rising), Chuck fera face à une horde de zombies mais aussi à des psychopathes. Il rencontrera aussi des survivants qu'il pourra sauver. Parmi les survivants de cette ville, il y a la fille de Chuck, Katey Greene, qui a été infectée lors d'une attaque des morts vivants qui a causé la mort de sa mère.
Katey est la principale motivation de Chuck pour lutter contre ces infectés. Il essaie de gagner de l'argent pour pouvoir se procurer le coûteux médicament « Zombrex », utilisé dans Dead Rising par Frank West, lui-même infecté. Inafune a dit pendant une interview que la quête de Chuck le forcera à participer à un jeu télévisé violent connu sous le nom de Terror Is Reality.
En plus de l'infection de Katey, Chuck Greene apprend aux nouvelles qu'il est accusé d'avoir provoqué la propagation du virus dans la ville et que les militaires viendront le capturer dans 3 jours (ou 72 heures).
Le joueur aura donc 72 heures pour accomplir sa mission (6 heures réel). Chuck décide tout d'abord de questionner la reporter, Rebecca Chang, afin de connaître ses sources.

### Liste des psychopathes
- Brandon Withaker, l'agité dans les toilettes : Ce hippie voulait détruire le jeu télévisé "Terror is Reality" mais une fois l'épidémie commencée, il décide de réparer son erreur et sa vie de hippie. Il se doit de sauver les zombies en kidnappant des survivants et en les donnant en pâture aux morts-vivants. En voyant Chuck Greene, il veut le remercier pour avoir créé l'épidémie mais il déchante vite quand il découvre que son "idole" ne sauve pas les zombies mais des survivants. Il se bat avec un morceau de verre cassé et utilise les toilettes comme un labyrinthe pour vaincre notre héros. Une fois vaincu, il va dans l'une des toilettes mais se fait mordre par un zombie, comprenant son erreur (une nouvelle fois), il décide de se trancher la gorge et de mettre fin à sa vie.
- Brent Ernst/Slappy, la mascotte : Mascotte dans une boutique de vêtements pour enfants. À la suite de l'épidémie de zombie, il se prend pour Slappy, le personnage qu'il incarne et considère Chuck comme responsable de la mort de sa petite-amie (tuée lors de l'épidémie), il se bat avec des pistolets à eau, transformés en lance-flamme. Une fois vaincu, il brise le 4e mur en disant que Slappy sera toujours vivant avant de succomber à ses blessures.
- Léon Bell, le motard : Autrefois grand fan de Chuck Greene mais le considère désormais comme une mauviette pour avoir quitté la compétition alors qu'il était au sommet de la gloire, aujourd'hui candidat au jeu télévisé « Terror is Reality », il massacre tout ce qu'il voit (zombies et humains) avec sa moto équipée de scies. Une fois battu, il se moque de Chuck en lui disant qu'il sera toujours le « meilleur » avant de mourir brûlé vif.
- Randy Tugman : Cet homme a capturé une survivante pour se marier avec et oblige son père à les marier. Lorsque Chuck Greene arrive, Randy tue le père et se bat avec Greene, qui le met K.O et Randy se fait dévorer par sa « femme » devenue zombie.
- Seymour Redding, le vigile : Ce vigile (passionné de Western) voit l'épidémie de zombies comme une occasion de devenir Shérif, armé d'un lasso et d'un revolver. Chuck Greene le bat et par mégarde : Seymour active une scie circulaire et rate une barre d'une échelle qu'il grimpait pour s'enfuir...Il tombe sur la scie circulaire.
- Amber & Cristal Bailey, les jumelles : Ce sont les hôtesses de TK et elles sont armées de sabres chacune et gardent prisonnière Rebecca et tentent de tuer Chuck, si Chuck réussit à tuer une des deux jumelles... l'autre se suicide devant Chuck lui promettant « qu'il ne s'en sortira jamais ». Elles sont armées toutes deux d'une épée et d'une dague.
- Reed Wallbeck & Roger, le duo de magiciens : Autrefois un duo de magiciens ayant connu la gloire grâce à des tours d’illusions spectaculaires, ils profitent de l'épidémie pour faire de nouveaux tours de magie tous plus dangereux les uns que les autres, et, comme ils n'ont pas de public, ils sont obligés de kidnapper des survivants pour faire leurs tours de magie. Ils sont tellement nuls que le tour de magie de la femme coupée en deux est à prendre au sens propre du terme. Critiqués par Chuck, Reed et Roger décident de le massacrer, Reed (avec son lance-roquettes tirant des feux d'artifice) et Roger (avec des couteaux de magiciens). Contrairement à Amber et Cristal, il faut que les deux magiciens soient K.O pour remporter le combat. Une fois vaincus, Roger poignarde Reed à mort, en disant qu'il a "toujours voulu faire ça" avant de succomber tranquillement à ses blessures.
- Antoine Thomas, le chef cuisinier : Cuisinier cannibale d'un restaurant 5 étoiles, il devait être interviewé par un journaliste d'un célèbre magazine gastronomique mais l'épidémie a ruiné ses chances de gloire, mais il croit que le critique est toujours en route. Quand il voit Chuck, il croit qu'il est le critique et lui présente sa dernière création : un ragoût préparé avec de la chair humaine. Une fois vaincu, il sera ébouillanté dans une friteuse.
- Dwight Boykin : Un sergent militaire qui perd la raison en essayant de tuer Chuck et protège Rebecca à cause des zombies. Il se suicide dans une explosion.
- Carl Schliff, le facteur : Que peut-on obtenir avec un homme moustachu, rouquin, petit, menaçant et avec des lunettes ? Carl le facteur, comme il le dit « Ce n'est pas la pluie, la neige, la grêle ou les zombies qui l'empêcheront de faire son travail ! » Il est armé de colis suspect et d'un fusil à pompe et possède du Zombrex et, une fois vaincu, il se suicide avec un colis piégé.
- Théodore « Ted » Smith, le dresseur de tigre du zoo : Ce dresseur du casino adore les animaux, plus particulièrement, un tigre nommé Snowflake. À la suite de l'épidémie, il doit trouver de la nourriture pour son tigre (de la viande fraîche), notamment les humains mais pas les zombies (il les considère comme de la viande avariée). Ce psychopathe très facile, sera hors d'état de nuire en à peine quelques coups. Une fois vaincu, il meurt en suppliant Snowflake de le dévorer.
- Mark Bradson : Un scientifique de Phenotrans qui voit Chuck et qui cherche à l'abattre mais finira tué par ce dernier.
- Les Looters : Ce sont des pillards qui, en apercevant Chuck, essayent de l'agresser, et Chuck peut les tuer. Mais au début, ils agressent une commerçante et Chuck prend la défense de cette dernière.
- Les Mercenaires : Ce sont des soldats de TK et de Phenotrans que Chuck peut tuer facilement avec un profanateur (Bouche d'incendie + Hache).
- Pearce Stephens : Un autre scientifique de Phenotrans qui croisera la route de Chuck et qui cherchera à l'abattre, mais finira tué par Chuck, comme son collègue Mark Bradson.
- Bibi Love : Une chanteuse qui demande un service à Chuck en échange de la vie des otages qu'elle retient piégés par des bombes. Elle demande d'abord à Chuck un remontant, et ensuite une tenue correcte, et après ameuter le public qui sont des zombies avec des pétards, et finalement, Chuck doit suivre le rythme pour le concert de Bibi. Une fois fait, elle se joindra avec ses otages à Chuck pour la planque. Si par malheur Chuck échoue, elle se montrera sans pitié avec ses otages.
- Snowflake : Le tigre de Ted Smith qui sera de votre côté pour joindre les survivants si vous réussissez à lui servir de la viande pour le rassasier.
- Derrick Duggan : Un sniper qui abat des innocents sans raison et se sert d'une machette au corps à corps. Il se trouve dans Atlantica Casino Rooftop et Chuck ne peut le tuer qu'avant l'arrivée des militaires, car après l'arrivée de ces derniers, il disparaîtra.
- Earl Flaherty : Un autre sniper qui abat des innocents sans raison et se bat aussi avec une machette. Il se trouve au balcon à côté de Moe's Maginations et Chuck ne peut le tuer qu'avant l'arrivée des militaires, car après, il disparaîtra.
- Deetz Hartman : Un troisième sniper qui abat des innocents sans raison, mais se bat cette fois au corps à corps armé d'un couteau Bowie. Il se trouve au Paradise Platinum Screens et Chuck ne peut le tuer qu'avant l'arrivée des militaires, car après, il disparaîtra.
- Johnny James : Un quatrième sniper qui abat des innocents sans raison et se bat, comme Deetz Hartman, avec un couteau Bowie. Il se trouve au Royal Flush Plaza Rooftop et, comme les trois autres snipers, Chuck ne peut le tuer qu'avant l'arrivée des militaires.
- Raymond Sullivan : Il se montre comme un homme bien au cours de l'histoire, et finalement, il tue Rebecca Chang et dévoile qu'il est de mèche avec Phenotrans et TK. Il tente de faire la même chose sur Katey et Chuck, jusqu'à ce que Stacey Forsythe les sauve. Ce traître essaye alors de fuir et, au cours de l'affrontement final, il a le pouvoir de désarmer Chuck de ses armes de corps à corps. Il se bat avec son pistolet et Chuck peut le vaincre rapidement avant le bombardement s'il utilise des Tenderizers (Gants MMA + Boîte de clous) ou des Gants Couteau (Couteau Bowie + Gants de Boxe). Une fois vaincu, Raymond sera démembré en 2 morceaux par la corde qui est tirée par l'avion.
- TK : C'est le boss final du jeu. Si vous ne sauvez pas celui-ci avec du Zombrex lorsqu'il est mordu par un zombie, il en devient un lui-même et dévore Chuck à la fin. Si vous le sauvez en lui donnant du Zombrex, il guérit et devient le boss final du jeu. Il se sert de Katey et Stacey comme appât contre Chuck et assommera ce dernier pour lui confisquer ses armes. Chuck se réveille et l’arrête dans sa tentative de meurtre sur Katey et Stacey que TK a l'intention de livrer aux zombies. Il est armé d'un pistolet et d'un micro en guise de massue, et il est possible de le tuer avec une arme qui se trouve autour de Chuck. Une fois vaincu, il est jeté en pâture aux zombies.

### Les survivants
Allen Ash, Allison Perkins, Andy Talbat, Anim White, Banchester, Bessie Kent, Bibi Love, Bill Montagu, Brian Scherbey, Brittany Beck, Cameron Welch, Camille Payne, Chad Elchart, Chrystal Kennedy, Cinda Smith, Cora Russel, Curtis Ellenton, Danni Bodine, Dean Wayne, Denyce Calloway, Doris Elchart, Elrod Bumpkins, Erica Mayes, Esther Alwin, Europa Westinghouse, Floyd Stone, Gordon Dawkins, Gretchen Peregrine, Jack Ellis, Jacob Skinner, Janus Razo,     
Jared Davis, Jasper Sanford, Jeanna Slick, Jessica Howe, John Boog, Jonathon Kilpatrick, Juan Lee, Kenneth Walsh, Kevin Meyers, Kirby Wilkinson, Kristin Harris, Kristopher Bookmiller, Lance Williams, LaShawndra Dawkins, Lenny Mooney, Lillian Payne, Linette Watkins, Lulu Barra, Luz Palmer, Matthew Kuss, Mercenaries, Michael Woo, Nevada Slim, Randall Tugman, Randolph Allen, Ray Teller, Raymond Sullivan, Richard Kelly, Rosa Collins, Royce St. John, Shin, Simon Bostwick, Skylar Ali, Snowflake, Stuart Holmes, Summer Chavez, Sven Blaaborg, Tamara Stein, Tammy Blaine, Tarquin, Terri Glass, Trixie-Lynn Horton, Vikki Taylor, Wade Coopwood, Wallace Hertzog, Walter Morris, Willa Harris, Woodrow Rutherford

### Les victimes
8-Ball, Adrian Lee, Alice Paynter, Andrea Brenser, Barra, Carlos Mertiz, Curtis, Dale Kerpan, Dean, Drake Danton, Emanuel Tugman, Helen Bonner, Hunters' Victim, Irwin Sagehorn, Jenny Slaten, Jeremiah Eckland, Jonesy, Justin Tetherford, Kalee Timmons, Kerri, Lance Pennington, Leah (Dead Rising 2), Louise Jameson, Lucas Pontremoli, Luke, Madison Lainey, Noah Hawthorne, Pat Berkson, Rebecca Chang, Shaun Wexler, Shin, Taylor Nightinggale, Tim Duggan, TiR Employee, Tom Ebersole, Zombie Jock.

## Système de jeu
Le gameplay est similaire à celui du premier opus; le personnage principal Chuck Greene combat des hordes de zombies en essayant d'atteindre son objectif.
Le jeu proposera une gamme diverse et variée d'objets pour attaquer et tuer les zombies.
Selon Keiji Inafune, ce nouveau héros sera plus intéressant que le premier, Frank West. 
Le nombre de zombies pouvant être affichés à l'écran a grandement été amélioré passant de 800 à 6000.
Il y aura aussi une plus grande variété de missions pour le joueur mais cette suite retiendra la même organisation du temps que dans Dead Rising. Cependant, le système de photographie ne sera pas repris.
Toutefois, le joueur pourra fabriquer ses propres armes avec de nombreuses combinaisons d'objets possibles, objets à assembler dans des lieux spécifiques du jeu.
Le joueur sera aussi capable d'acheter des cartes qui permettront de nouveaux assemblages d'articles qui pourraient s'avérer mortels une fois construits.

### Multijoueur
Lors d'une conférence, Keiji a assuré que Dead Rising 2 proposera un mode multijoueur mais il a refusé de dévoiler ce qu'il inclura.
Durant le Tokyo Game Show en 2009, Capcom a révélé que le multijoueur de Dead Rising 2 prendra la forme d'une émission de télé réalité appelée Terror Is Reality dans laquelle les joueurs seront les concurrents dans un jeu télévisé fictif.
Jusqu'à quatre joueurs peuvent participer au multijoueur, rivalisant les uns contre les autres pour le plus grand nombre de tués à l'intérieur d'une arène pleine de morts vivants. Les joueurs seront capables d'utiliser des armes et des véhicules incluant des boules de hamster géantes et des moto-cross équipées de tronçonneuses. Ils auront aussi la possibilité d'empêcher les autres joueurs de marquer en leur faisant des coups bas. Le mode multijoueur est comparable au jeu télévisé American Gladiators.

### Coopération
Pendant une conférence en 2010, il a été révélé que Dead Rising 2 inclura un mode coopération pour le mode histoire.
Les deux joueurs incarneront le même personnage, Chuck Greene, et pourront gagner de l'expérience et garder les objets trouvés durant la partie. Seul le joueur qui héberge la partie pourra sauvegarder sa progression.
Un joueur hôte peut décider à n'importe quel moment du jeu s'il veut inviter un ami en envoyant une simple invitation. Un joueur qui ne désire pas héberger n'a qu'a le définir dans ses options mais pourra à tout moment changer ce paramètre.
Si les joueurs viennent à être séparés, une icône apparaît en bas de l'écran (icône de Chuck Greene) symbolisant l'état de l'autre joueur (exemple: en combat, attaqué, ...). Si un joueur est vaincu par les zombies, il sera capable d'appeler son ami pour le réanimer. Le joueur utilisera des aliments pour réanimer son partenaire mourant avant que sa santé ne s'épuise.

## Développement
Durant le développement, Keiji Inafune a tenté d'être rassurant en ce qui concerne le codéveloppement avec une boite canadienne (Bleu Castle Games), beaucoup de personnes ne voyant pas d'un bon œil le fait que Capcom fasse appel à une société externe pour le développement du jeu : 

« Ils m'ont prouvé qu'ils étaient sérieux sur le fait de conserver cette « Capcom touch » intacte et jusque-là, tout se déroule à merveille »

.

## Contenus téléchargeables

### Case Zero
Sortie le 31 août 2010, Dead Rising 2: Case Zero est un contenu téléchargeable disponible exclusivement sur le Xbox Live Arcade pour 400 MS, il sert de prologue à Dead Rising 2, l'histoire met en scène Chuck Greene et sa fille qui se retrouvent dans une ville abandonnée infestée de zombies, Chuck doit trouver du Zombrex pour Katey et quitter la ville avant l'arrivée de l'armée, le joueur dispose de 13 heures pour accomplir les missions. Ce prologue donne un avant-goût du jeu entier, il permet de mieux s'habituer aux commandes dans un espace plus réduit, il existe aussi plusieurs fins possibles selon certains critères, Le niveau est cependant limité à 5. à noter que les données de Case Zero (niveau, argent...) peuvent être exportées en commençant une nouvelle partie sur Dead Rising 2.

### Case West
Annoncé le 15 septembre 2010, Dead Rising : Case West est un contenu téléchargeable également exclusif sur Xbox 360, se déroulant après les évènements de Dead Rising 2, ce jeu marquera le retour du héros du premier épisode, Frank West, Chuck Greene devra s'associer avec West afin d'arrêter une nouvelle invasion de zombie et blanchir son nom de tout soupçon, la photographie fera aussi son retour.
Sortie prévue le 27 décembre 2010.